# Міжнародна академія астронавтики
Міжнародна академія астронавтики (англ. International Academy of Astronautics, IAA) — міжнародна громадська організація, що об'єднує провідних вчених і інженерів в області космічних досліджень.

## Історія
Академію засновано 16 серпня 1960 року, під час 11-го Міжнародного конгресу з астронавтики, за ініціативою Теодора фон Кармана. Статут було переглянуто у наступних роках: 1963, 1965, 1969, 1983 та 1998. Незалежна неурядова організація, що є визнаною Об'єднаними Націями у 1996 році. Зареєстрована у Стокгольмі (Швеція).

## Мета
Мета академії — сприяння дослідженням космічного простору і його використанню в мирних цілях. Під егідою академії видається науковий журнал Acta Astronautica.

## Структура
Регулярні збори відбуваються кожних два роки. Опікунська Рада, що збирається двічі на рік, складається з президента, чотирьох віце-президентів та двадцяти восьми опікунів, по сім від кожної з секцій: Фундаментальні науки; Інженерні науки; Медико-біологічні науки; Соціальні науки.

## Діяльність
Міжнародна академія астронавтики організовує щорічно Міжнародний астронавтичний конгрес (спільно з Міжнародною астронавтичною федерацією і Міжнародним інститутом космічного права), близько 20 конференцій і симпозіумів з космічних досліджень.
Під егідою академії діє близько 30 робочих груп, що вивчають різні аспекти астронавтики, — від фізики Сонця до психології поведінки людини в космосі. Фізика космосу; космічні медико-біологічні науки; розробка космічних технологій та систем; функціонування та використання космічних систем; космічне право та економіка; космос та суспільство, культура та освіта. Найважливішою ініціативою Академії є започаткування серії «Космічних досліджень» та «Позиційних документів» з багатьох аспектів міжнародних кооперативних зусиль у галузі досліджень та можливого мешкання у Сонячній системі та поза її межами: космічне сміття; малі супутники; декларація про принципи, що стосуються діяльності після виявлення Позаземного розуму; безпека позакорабельної діяльності та інтероперабільність скафандру; недорогі наукові супутникові місії; дослідження Місяця та Марса; наступні кроки у дослідженні Далекого Космосу; космос задля сприяння миру; управління космічним рухом; управління знаннями у космічній діяльності; економічно вигідні місії спостереження за Землею.
Міжнародна академія астронавтики відзначила своєю нагородою 2016 року в категорії «Найкраща книга в галузі фундаментальних наук» тритомне видання «Dark energy and dark matter in the Universe», опубліковане Видавничим домом «Академперіодика» Національної академії наук України в 2013—2015 рр.
До складу авторського колективу могографії увійшли науковці Львівського національного університету імені Івана Франка, Інституту прикладних проблем механіки і математики імені Я. С. Підстригача НАН України, Інституту теоретичної фізики імені М. М. Боголюбова НАН України, Одеського національного університету імені І. І. Мечнікова, Радіоастрономічного інституту НАН України, Київського національного університету імені Тараса Шевченка, Національного наукового центру «Харківський фізико-технічний інститут», Інституту ядерних досліджень НАН України і Головної астрономічної обсерваторії НАН України.

## Видання
- Acta Astronautica видається щомісячно англійською мовою;
- електронний бюлетень Академії;
- матеріали симпозіумів;
- щорічник;
- словники та компакт-диски шістнадцятьма мовами;
- щотижневі новини;
- «позиційні документи» та «космічні дослідження»;
- база даних наукових праць на інтернет-сторінці Академії.

## Члени організації
Нині (2011) академія налічує 1213 членів з 75 країн, включаючи дві категорії: члени-кореспонденти (Corresponding Members) і дійсні члени (Members).
- Африка: Алжир, Буркіна Фасо, Конго, Єгипет, Ефіопія, Марокко, Нігерія, Сенегал, Туніс.
- Америка: Аргентина, Болівія, Бразилія, Канада, Чилі, Колумбія, Куба, Мексика, Уругвай, США, Венесуела.
- Азія: Бахрейн, Китай, Індія, Ізраїль, Корея, Кувейт, Малайзія, Монголія, Пакистан, Саудівська Аравія, Сінгапур, Шрі Ланка, Сирія, Таїланд, Японія.
- Австралія: Австралія.
- Європа: Австрія, Бельгія, Болгарія, Вірменія, Велика Британія, Греція, Данія, Ірландія, Італія, Іспанія, Німеччина, Нідерланди, Норвегія, Польща, Румунія, Росія, Сербія, Словаччина, Фінляндія, Франція, Угорщина, Україна, Хорватія, Чехія, Чорногорія, Туреччина, Швеція, Швейцарія.

## Керівники
1. президент — Доктор Михайло Яримович, (США)
2. президент — Професор Едвард Стоун, (США)

### Поточне керівництво
- Президент: Професор Е. Стоун, (США)
- Віце-президент: Доктор К. Аньєре, (Франція);
- Віце-президент: Доктор М. Наїр, (Індія);
- Віце-президент: Доктор Х. Матсуо, (Японія);
- Віце-президент: Доктор С. Конюхов, (Україна)
- Генеральний Секретар: Доктор Ж.-М. Контант.